# Faugères (wijn)
Faugères is een Franse wijn uit de Languedoc. 

## Variëteiten
Faugères kan zowel rood (85%), wit (2%) als rosé (13%) zijn. 

## Kwaliteitsaanduiding
De rode en rosé wijnen hebben sinds 1982 een AOC-AOP-status. De witte wijn heeft deze in 2005 gekregen. 

## Toegestane druivensoorten
- Rood en rosé: Carignan, Syrah, Grenache Noir, Mourvèdre en/of Cinsault.
- Wit: Marsanne, Roussanne en/of Rolle

## Opbrengst en productie
- Areaal is 2.000 ha.
- Opbrengst is gemiddeld 40 hl/ha.
- Productie bedraagt 70 000 hl.

## Producenten
150 producenten:
- 1 coöperatie
- 47 private producenten